# 마리벨 베르두
마리벨 베르두(Maribel Verdú, 1970년 10월 2일 ~ )는 스페인의 배우이다. 고야상 여우주연상 2회(2007, 2012) 수상자로, 영화 《일곱 대의 당구대》와 영화 《백설공주의 마지막 키스》의 역할을 통해 받았다.

## 작품 목록
- 아만테스 (1991)
- 셀레스티나 : 창녀 이야기 (1996)
- 더 럭키 스타 (1997)
- 이 투 마마 (2001)
- 판의 미로 (2006)
- 일곱 대의 당구대 (2007)
- 더 블라인드 선플라워스 (2008)
- 테트로 (2009)
- 백설공주의 마지막 키스 (2012)
- 아브라카다브라 (2017)
- 플래시 (2023) - 노라 앨런 역